# Arve (fiume Francia e Svizzera)
L'Arve (in arpitano Ârva) è un fiume alpino che nasce dal Massiccio del Monte Bianco e si getta nel Rodano.
Il suo corso si svolge quasi completamente nella regione francese dell'Alta Savoia. La parte finale si trova in Svizzera nel cantone di Ginevra.
La valle percorsa dal fiume prende il nome di valle dell'Arve.

Durante l'alluvione del 15 novembre 2023 la stazione di misura di Ginevra-Bout du Monde ha rilevato una portata massima di 1010 metri cubi al secondo. La più alta mai registrata dall'inizio delle misurazioni nel 1935. Il livello del fiume si è alzato di 5 m rispetto alla media.

## Località attraversate
L'Arve in territorio francese bagna i comuni di Chamonix-Mont-Blanc, Les Houches, Servoz, Passy, Sallanches, Magland, Cluses, Scionzier, Thyez, Marnaz, Vougy, Marignier, Ayse, Bonneville, Arenthon, Faucigny, Scientrier, Reignier, Contamine-sur-Arve, Nangy, Arthaz-Pont-Notre-Dame, Monnetier-Mornex, Vétraz-Monthoux, Étrembières, Annemasse e Gaillard.
Passando in territorio svizzero bagna Thônex, Veyrier, Chêne-Bougeries, Carouge e Ginevra dove si getta nel Rodano ad un chilometro dopo che questi è uscito dal Lago Lemano.

## Affluenti
L'affluente principale è il Giffre (46 km di lunghezza, affluente alla riva destra), un corso d'acqua abbondante di portata media superiore a 20 m3/s. Gli altri affluenti maggiori sono (rd per "riva destra" e rs per "riva sinistra"):
- il Borne (34 km, rs)
- la Menoge (30 km, rd)
- il Bon-Nant (23 km, rs)
- il Foron di Gaillard (22 km, rd)
- l'Aire (19 km, rs)
- la Seymaz (15 km, rd)
- la Diosaz (15 km, rd)
- la Sallanche (10 km, rs)
- l'Arveyron (4,5 km, al quale s'aggunge un lungo camminamento sotto la mer de Glace, rs)

Altri affluenti, dalla confluenza fino alla sorgente:
- il Viaison (rs)
- il Moiron
- il Foron di Reignier (rs)
- il Samsons
- il Perzière
- il Sion (rs)
- il Foron de la Roche (rs)
- la Madelaine
- il Bronze (rs)
- il Béguet
- il Chene
- il Marnaz (rs)
- il Foron du Reposoir (rs)
- l'Englenaz
- i Rots (rd)
- Sources de chez Party (rd)
- il Gron (rd)
- l'Epine
- l'Arpenaz (rd)
- la Dière (rs)
- il Crève-Cœur (rd)
- la Cornache
- il Reninges (rd)
- la Boussaz (rd)
- l'Ugine (rd)
- il Nant Noir (rs)
- il Vernay
- l'Adret
- la Planchette
- la Joriand